# ウォータールー橋 (モネ)
ウォータールー橋(英: Waterloo Bridge、仏: Le Pont de Waterloo)は、クロード・モネが1900年から1904年にかけてのロンドン滞在中に、ウォータールー橋を題材に描いた油彩画の連作である。『チャリング・クロス橋』、『国会議事堂』の連作と共に『ロンドン』連作を形成している。

## 解説
普仏戦争から逃れるため、モネは1870年にロンドンを初めて訪れた。モネはロンドンに魅了され、将来この都市へ再び訪れることを決めたのである。モネは産業革命の産物であるロンドンのスモッグに初めて関心を示したとされる一方で、同様にロンドンの空気やその影響に関心を示したジョゼフ・マロード・ウィリアム・ターナーやジェームズ・マクニール・ホイッスラーといった画家から影響を受けていることが指摘されている。モネは1899年にロンドンへ戻るとサヴォイ・ホテルの一室を借り、ホテルの部屋から見える素晴らしい眺望を連作として描き始めた。
その後、1899年から1905年にかけてモネは定期的にロンドンを訪れ絵画を描いた。ウォータールー橋を繰り返し描くだけでなく、国会議事堂やチャーリング・クロス橋も含めたロンドンの様々な光景を描いたのである。絵画すべてをロンドンで描き始めていた一方で、絵画の多くはジヴェルニーにあるモネのアトリエで完成されている。

## 一覧

### 油彩画
| 画像 | 作品名                               | ウィルデンシュタイン番号 | 制作年      | 寸法(cm)     | 所蔵先                                                                  | 備考             |
| ---- | ------------------------------------ | ------------------------ | ----------- | ------------ | ----------------------------------------------------------------------- | ---------------- |
|      | ロンドン、ウォータールー橋           | w.1555                   | 1900年      | 65.4 x 92.7  | サンタバーバラ美術館 アメリカ合衆国、カリフォルニア州サンタバーバラ     |                  |
|      | ウォータールー橋、曇りの天候         | w.1556                   | 1900年      | 65×100       | ダブリン市ヒュー・レーン美術館 アイルランド、ダブリン                   |                  |
|      | ウォータールー橋、灰色の天候         | w.1557                   | 1900年      | 65.4 x 92.6  | シカゴ美術館 アメリカ合衆国、イリノイ州シカゴ                           |                  |
|      | ウォータールー橋、曇り日             | w.1558                   | 1901年      | 65 x 100.5   | サントリーコレクション 日本                                             |                  |
|      | ウォータールー橋、靄の天候           | w.1559                   | 1901年      | 65.7 x 100.2 | フィラデルフィア美術館 アメリカ合衆国、ペンシルベニア州フィラデルフィア |                  |
|      | ウォータールー橋、靄の朝             | w.1560                   | 1902年      | 65 x 100     | ハンブルク美術館 ドイツ、ハンブルク                                     |                  |
|      | ウォータールー橋、灰色の天候         | w.1561                   | 1903年      | 65 x 100     | オードロップゴー美術館 · デンマーク、コペンハーゲン                     |                  |
|      | ウォータールー橋、灰色の天候         | w.1562                   | 1903年      | 65.0 x 101.5 | ベルン美術館 スイス、ベルン                                             | C.グルリット旧蔵 |
|      | ウォータールー橋、曇りの天候         | w.1563                   | 1904年      | 65 x 99.4    | 個人蔵                                                                  |                  |
|      | ウォータールー橋、夕暮れ             | w.1564                   | 1904年      | 65.7 x 101.6 | ナショナル・ギャラリー アメリカ合衆国、ワシントンD.C.                   |                  |
|      | ウォータールー橋、太陽の効果         | w.1565                   | 1903年      | 63.5 x 98.4  | デンバー美術館 アメリカ合衆国、コロラド州デンバー                       |                  |
|      | ウォータールー橋、煙のある太陽の効果 | w.1566                   | 1903年      | 66 x 101     | ボルチモア美術館 アメリカ合衆国、メリーランド州ボルチモア               |                  |
|      | ウォータールー橋、太陽の効果         | w.1567                   | 1903年      | 73.8 x 98.1  | ミルウォーキー美術館 アメリカ合衆国、ウィスコンシン州ミルウォーキー     |                  |
|      | ウォータールー橋                     | w.1568                   | 1903年      | 65.4 x 92.9  | ウースター美術館 アメリカ合衆国、マサチューセッツ州ウースター           |                  |
|      | ウォータールー橋、灰色の天候         | w.1569                   | 1903年      | 65.1 x 100   | ナショナル・ギャラリー アメリカ合衆国、ワシントンD.C.                   |                  |
|      | ウォータールー橋、曇天、煙           | w.1570                   | 1904年      | 65 x 100     | 個人蔵 日本                                                             |                  |
|      | ウォータールー橋、灰色の天候         | w.1571                   | 1904年      | 65 x 92      | 個人蔵 アメリカ合衆国                                                   |                  |
|      | ウォータールー橋、靄の中の太陽の効果 | w.1572                   | 1904年      | 73 x 92      | 個人蔵                                                                  |                  |
|      | ウォータールー橋、靄の中の太陽の効果 | w.1573                   | 1903年      | 73.7 x 100.3 | カナダ国立美術館 カナダ、オンタリオ州オタワ                             |                  |
|      | ウォータールー橋                     | w.1574                   |             | 65 x 81      | 個人蔵                                                                  |                  |
|      | ウォータールー橋                     | w.1575                   | 1899-1903年 | 65.4 x 81.1  | デイビス美術館 アメリカ合衆国、マサチューセッツ州ウェルズリー           |                  |
|      | ウォータールー橋                     | w.1576                   |             | 60 x 73      | 個人蔵                                                                  |                  |
|      | ウォータールー橋、霧の中の太陽の効果 | w.1577                   | 1902年      | 65 x 92      | 個人蔵                                                                  |                  |
|      | ウォータールー橋                     | w.1578                   |             | 65.0 x 82.0  | 松下美術館 日本、鹿児島県霧島市                                         |                  |
|      | ウォータールー橋                     | w.1579                   |             | 65 x 81      | 個人蔵                                                                  |                  |
|      | ウォータールー橋、霧の効果           | w.1580                   | 1903年      | 65.3 x 101   | エルミタージュ美術館 ロシア、サンクトペテルブルク                       |                  |
|      | ウォータールー橋                     | w.1581                   | 1902年      | 65 x 100     | チューリッヒ美術館 スイス、チューリッヒ                                 |                  |
|      | ウォータールー橋、霧の効果           | w.1582                   | 1904年      | 65.2 x 100.7 | 個人蔵                                                                  |                  |
|      | ウォータールー橋、薔薇色の効果       | w.1583                   | 1904年      | 65.5 x 92.7  | ナショナル・ギャラリー アメリカ合衆国、ワシントンD.C.                   |                  |
|      | ウォータールー橋                     | w.1584                   |             | 63.8 x 79.4  | ロウ美術館 アメリカ合衆国、フロリダ州コーラルゲーブルス                 |                  |
|      | ウォータールー橋                     | w.1585                   |             | 65 x 100     | 個人蔵                                                                  |                  |
|      | ウォータールー橋、太陽の効果         | w.1586                   | 1903年      | 65.7 x 101   | シカゴ美術館 アメリカ合衆国、イリノイ州シカゴ                           |                  |
|      | ウォータールー橋、太陽の効果         | w.1587                   | 1903年      | 65 x 100     | マクマスター美術館 カナダ、オンタリオ州ハミルトン                       |                  |
|      | ウォータールー橋、太陽の効果         | w.1588                   | 1903年      | 64.5 x 100.3 | カーネギー美術館 アメリカ合衆国、ペンシルベニア州ピッツバーグ           |                  |
|      | ウォータールー橋、太陽の効果         | w.1589                   | 1903年      | 65 x 100     | 個人蔵 アメリカ合衆国                                                   |                  |
|      | ウォータールー橋、靄の中の太陽       | w.1590                   | 1903年      | 64.8 x 99.7  | ロチェスター大学記念美術館 アメリカ合衆国、ニューヨーク州ロチェスター   |                  |
|      | ウォータールー橋、靄の中の太陽       | w.1591                   | 1903年      | 65.1 x 100.7 | 個人蔵 アメリカ合衆国                                                   |                  |
|      | ウォータールー橋、靄の効果           | w.1592                   | 1903年      | 65.7 x 100.2 | 個人蔵                                                                  |                  |
|      | ウォータールー橋、靄の効果           | w.1593                   | 1903年      | 65 x 100     | ビュールレ・コレクション スイス、チューリッヒ                           |                  |
|      | ウォータールー橋、ロンドン           | w.1594                   | 1902年      | 65.7 x 100.5 | 国立西洋美術館 日本、東京都台東区                                       |                  |
|      | 靄の中のウォータールー橋             | w.1595                   | 1903年      | 65 x 100     | 個人蔵                                                                  |                  |

### パステル画
| 画像 | 作品名                     | ウィルデンシュタイン番号 | 制作年   | 寸法(cm)    | 所蔵先                                               | 備考 |
| ---- | -------------------------- | ------------------------ | -------- | ----------- | ---------------------------------------------------- | ---- |
|      | ウォータールー橋、ロンドン | w.P89                    |          | 31 x 49     |                                                      |      |
|      | ウォータールー橋           | w.P90                    |          | 31 x 49     |                                                      |      |
|      | ウォータールー橋           | w.P91                    | 1899年頃 | 30.5 x 47.3 | 個人蔵                                               |      |
|      | ウォータールー橋           | w.P92                    |          | 31 x 48     |                                                      |      |
|      | ウォータールー橋           | w.P93                    |          | 30 x 47     | マルモッタン・モネ美術館 フランス、パリ              |      |
|      | ウォータールー橋、ロンドン | w.P94                    |          | 31 x 48.5   | 個人蔵                                               |      |
|      | ウォータールー橋           | w.P95                    |          | 31.1 x 50.2 | ナショナル・ギャラリー アメリカ合衆国、ワシントンD.C |      |
|      | ウォータールー橋           | w.P96                    | 1903年   | 30.5 x 44   |                                                      |      |
|      | ウォータールー橋           | w.P97                    |          | 31 x 47     |                                                      |      |
|      | ウォータールー橋           | w.P98                    | 1901年   | 31 x 48     | フォン・デル・ハイト美術館 ドイツ、ヴッパータール    |      |
|      | ウォータールー橋           | w.P99                    | 1901年   | 31.2 x 48.3 | 個人蔵                                               |      |
|      | ウォータールー橋、ロンドン | w.P100                   | 1899年頃 | 31.3 x 48.5 | オルセー美術館 フランス、パリ                        |      |
|      | ウォータールー橋、ロンドン | w.P101                   | 1901年   | 30.5 x 48.0 | トリトン財団旧蔵 オランダ                            | 焼失 |
|      | ウォータールー橋           | w.P102                   |          | 37 x 52     |                                                      |      |
|      | ウォータールー橋、霧       | w.P103                   |          | 31.6 x 48.5 | 個人蔵                                               |      |